# Staatspreis-Skandal

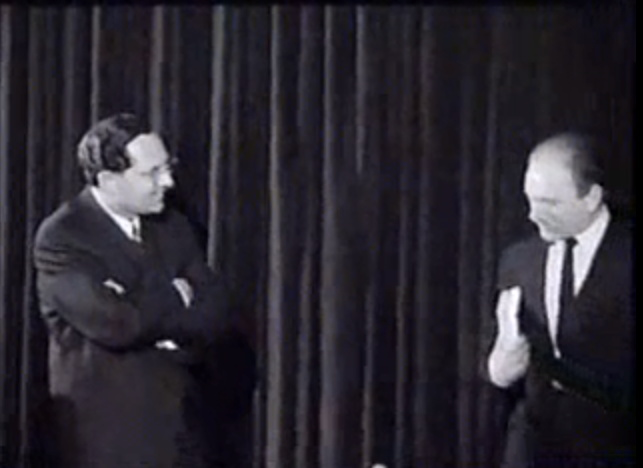
Wolfgang Kraus und Thomas Bernhard vor einer Lesung (1968)

Am 4. März 1968 wurde dem Autor Thomas Bernhard im Wiener Unterrichtsministerium der Österreichische Staatspreis für Romane verliehen. Die Dankesrede des Autors führte zu einer heftigen Reaktion des Ministers Piffl-Perčević; dadurch sowie durch die Laudatio fühlte sich wiederum Bernhard brüskiert, und der Wiener Montag titelte: „So ‚dankt‘ ein Staatspreisträger: Beschimpft Österreich!“
Dies ging als Staatspreis-Skandal in die österreichische Literaturgeschichte ein. 1982 verarbeitete Bernhard den Vorfall in seiner Erzählung Wittgensteins Neffe. Jahre vor den Kontroversen um Holzfällen und Heldenplatz begründete das Geschehen Bernhards Ruf als Skandal-Autor.

## Vorgeschichte
Der Staatspreis-Skandal hatte gut ein Jahr vor der Verleihung seinen Ursprung: In die Preis-Jury wurden mit Alfred Holzinger, Hilde Spiel und Wolfgang Kraus drei bekennende Bernhard-Verehrer bestellt. Kraus versuchte, Bernhard zur Teilnahme an der Ausschreibung zu überreden. Dieser lehnte eine persönliche Bewerbung ab, nachdem er sich ein Jahr zuvor vergeblich um den Staatspreis für Lyrik beworben hatte. Bernhard ließ aber durch seinen Bruder Peter Fabjan eine Kopie seines ersten Romans Frost beim Unterrichtsministerium einreichen. Dieses Vorgehen verstieß gegen die Ausschreibungsbedingungen. Dennoch wurde Bernhard der Staatspreis zugesprochen.
Der Autor verfasste (mindestens) einen Tag vor der Preisverleihung eine Dankesrede und las sie probehalber seinem „Lebensmenschen“ Hede Stavianicek vor. Diese riet ab, aber Bernhard änderte nichts mehr. Dafür fertigte er mehrere Abschriften seiner Rede an, die er beim Festakt am 4. März im Unterrichtsministerium an Journalisten verteilte. Möglicherweise erhoffte er sich eine ähnlich aufsehenerregende Wirkung, wie sie vorher vergleichbare Auftritte von Friedensreich Hundertwasser, Peter Handke oder Heinrich Böll erzielt hatten.

## Der Festakt

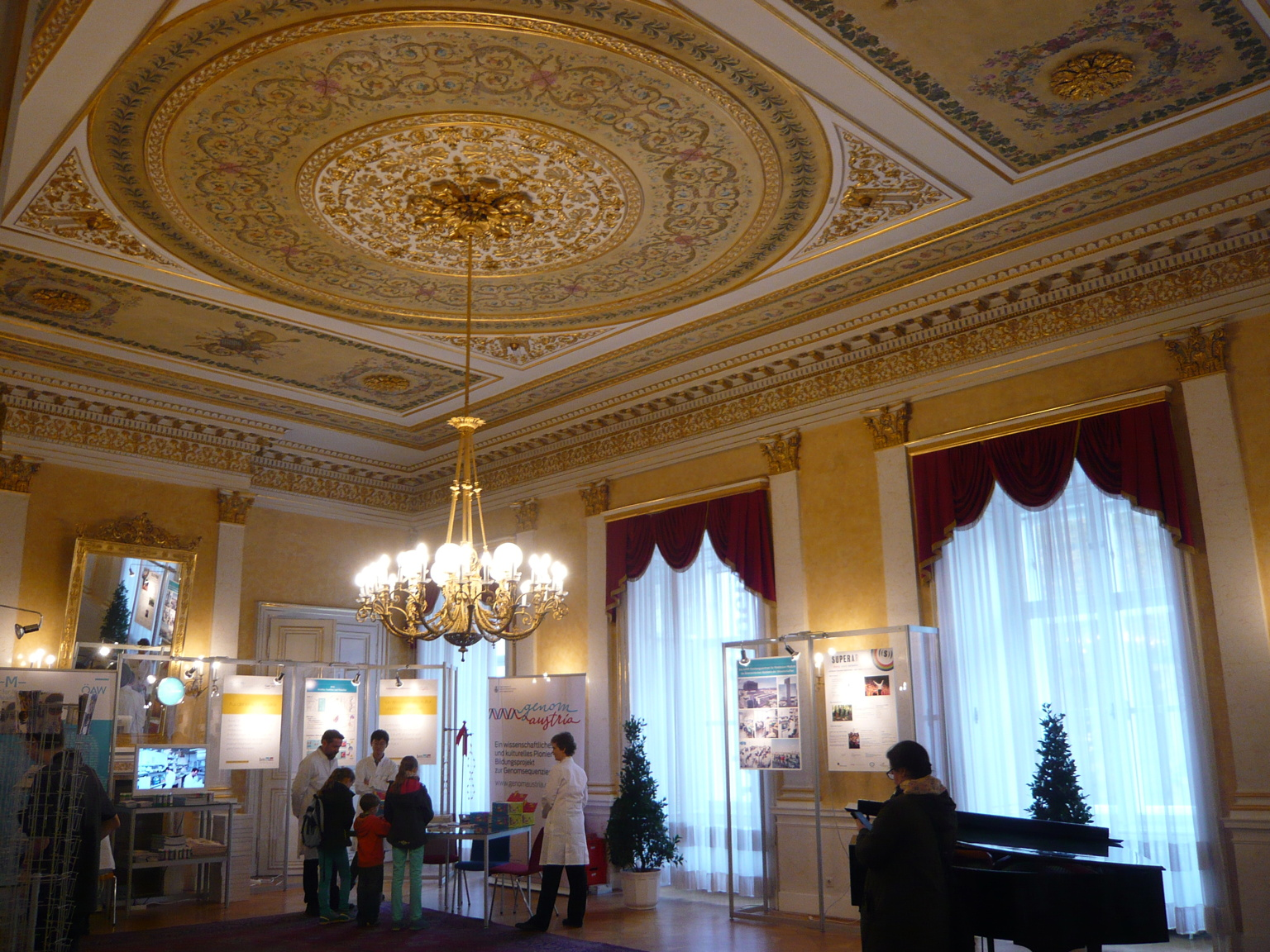
Audienzsaal des Wiener (ehem.) Unterrichtsministeriums am Minoritenplatz

Beim Festakt hielt zuerst der Minister die Laudatio. In dieser wurden auch die weiteren Preisträger gewürdigt: Die Bildhauer Alfred Hrdlicka und Josef Pillhofer, die Medailleurin Elfriede Rohr sowie die Komponisten Gerhard Wimberger und Josef Friedrich Doppelbauer, die die Staatspreise für ihre jeweiligen Sparten erhielten; außerdem wurde der Autor Hans Lebert gewürdigt, dem die Adalbert-Stifter-Medaille verliehen wurde.
In der Laudatio wurde Bernhard als „gebürtige[r] Holländer“ bezeichnet, was Bezug nahm auf seinen Geburtsort Heerlen. Ansonsten waren die Angaben korrekt bzw. beruhten auf Bernhards eigenen Angaben.
Es folgte Bernhards Rede, beginnend mit den vielfach zitierten Worten „es ist nichts zu loben, nichts zu verdammen, nichts anzuklagen, aber es ist vieles lächerlich; es ist alles lächerlich, wenn man an den Tod denkt.“ Im Folgenden „begann [Bernhard] Österreich zu schmähen“, wie es der Minister empfand: „Man geht durch das Leben, beeindruckt, unbeeindruckt, durch die Szene, alles ist austauschbar, im Requisitenstaat besser oder schlechter geschult: ein Irrtum! Man begreift: ein ahnungsloses Volk, ein schönes Land - es sind tote oder gewissenhaft gewissenlose Väter, Menschen mit der Einfachheit und der Niedertracht, mit der Armut ihrer Bedürfnisse. [...] Wir sind Österreicher, wir sind apathisch; wir sind das Leben als das gemeine Desinteresse am Leben, wir sind in dem Prozess der Natur der Grössenwahn-Sinn der Zukunft. [...] Wir brauchen uns nicht zu schämen, aber wir sind auch nichts und wir verdienen nichts als das Chaos.“
Die weniger als 300 Wörter zählende Rede wurde höflich beklatscht; ihr (korrigierter) Text wurde in den folgenden Wochen mehrfach nachgedruckt. Nachdem sich der Autor gesetzt hatte, folgte gemäß Programm ein zweiter Satz eines Streichquartetts von Joseph Marx. Danach trat der Minister – außer Programm – nochmals ans Mikrophon und sagte (sinngemäß) „Wir sind trotzdem stolze Österreicher“. Dann schloss er – programmgemäß – die Feier und verließ den Saal, ohne am anschließenden Buffet teilzunehmen. Bei diesem zeigte sich Bernhard gegenüber mehreren Zeugen verwundert ob der Reaktion(en) auf seine Rede.

## Nachspiel
In den Fernseh- und Radio-Nachrichten des ORF vom selben Tag kam zwar die Preisverleihung vor, aber weder Bernhards Rede noch die Reaktion des Ministers wurden erwähnt.
Am folgenden Tag brachten verschiedene Zeitungen knappe Meldungen über die Überreichung der Staatspreise bzw. der Stifter-Medaille an Hans Lebert. Lediglich in den Oberösterreichischen Nachrichten erschien ein ausführlicher Artikel von Hans Rochelt, in dem Bernhard verteidigt wurde, da ihm „seine kurze Rede als Affront angelastet“ worden sei. Es folgte einen Tag später eine Glosse mit ähnlicher Tendenz.
Den ersten Artikel, in dem Bernhards Auftritt kritisiert wird, druckte am 11. März der Wiener Montag. Dafür erschienen in den folgenden Tagen und Wochen mehrere Berichte in nationalen und internationalen Presseorganen, in denen für Bernhard Partei ergriffen wird. Diese Berichte wurden teils von Bernhard selbst, teils von seinem Verleger Siegfried Unseld initiiert.
Weitere Kritik an Bernhard erfolgte nur über eine Handvoll Leserbriefe und Berichte in Lokalzeitungen. Die einzige Konsequenz des Vorfalles war die Absage der festlichen Verleihung des Anton Wildgans-Preises, der ebenfalls Bernhard zuerkannt worden war. Für diese Verleihung hatte Bernhard nach dem Vorfall am 4. März eine neue Rede geschrieben, in der er sich verteidigen und den ebenfalls geladenen Minister attackieren wollte.
Nach 1968 wurden Bernhard noch verschiedene Preise verliehen, so als nächstes 1970 der Georg-Büchner-Preis. Dabei hatten viele Beteiligte die Geschehnisse vom 4. März 1968 im Hinterkopf: „Freilich, zum Eklat wie bei jener Verleihung des Österreichischen Staatspreises 1968 kam es in Darmstadt nicht. Kein Kultusminister verließ den Saal (es war keiner anwesend), kein kaltes Buffet musste ausfallen (es war keines da). Aber es hätte auch gar keinen Grund für heftige Reaktionen gegeben; denn Thomas Bernhards Drei-Minuten-Ansprache hörte sich an wie eine Collage aus seinen eigenen Romanen und Erzählungen.“
Damit wurde hier Bernhards Version des Geschehens im Wiener Unterrichtsministerium nicht nur übernommen, sondern schon als bekannt vorausgesetzt.
Die meisten Pressestimmen ergriffen für Bernhard Partei. Auch von den Kritikern wurde Bernhard in diesem Zusammenhang niemals, wie von ihm behauptet, als „Nestbeschmutzer“ oder „Wanze“ bezeichnet.
Minister Theodor Piffl-Perčević ging in seinen 1977 veröffentlichten Erinnerungen ausführlich auf den Vorfall von 1968 ein. Bernhards eigene literarische Aufarbeitung erschien mit Wittgensteins Neffe erst im Jahre 1982. Diese Version unterscheidet sich signifikant von seinen Darstellungen aus dem Jahr 1968 sowie von der Version in Meine Preise, die 1980 oder 1981 entstand, aber zu Lebzeiten nicht veröffentlicht wurde.